# LEGO 2K Drive
LEGO 2K Drive è un simulatore di guida a tema LEGO pubblicato da 2K Games per PlayStation 4, PlayStation 5, Xbox One, Xbox Series X e Series S, Nintendo Switch e Microsoft Windows.

## Sviluppo
LEGO 2K Drive è stato annunciato nel marzo 2023. Tra i contenuti scaricabili figurano la Dodge Charger R/T e la Nissan Skyline GT-R della serie Fast & Furious.

## Rilascio
Annunciato nel marzo 2023, il gioco è stato rilasciato il 19 maggio 2023 per Nintendo Switch, PlayStation 4, PlayStation 5, Windows, Xbox One e Xbox Series X e S. Visual Concepts prevedeva di supportare il gioco con contenuti scaricabili aggiuntivi al momento del lancio Il gioco è venduto in tre edizioni: un'edizione standard, una Awesome Edition e una Awesome Rivals Edition. Le ultime due edizioni includono contenuti premium aggiuntivi e sono state rilasciate tre giorni prima della data di uscita del gioco.

## Accoglienza
Secondo l'aggregatore di recensioni Metacritic, Lego 2K Drive ha ricevuto "recensioni contrastanti o nella media". Il gioco è stato nominato come Gioco di corse dell'anno al 27° D.I.C.E. Premi.
IGN ha apprezzato i percorsi in-game, scrivendo: "Anche il design del tracciato è generalmente forte, con molti segmenti tecnici, rischi ambientali e scorciatoie gratificanti". GamesRadar+ ha ritenuto che l'elasticità del gioco rendesse le prime gare artificiali: "Non importa quanto bene guidi, il leader (e forse un'altra macchina o due) sfreccerà sempre fuori dalla vista, riapparendo a un giro dalla fine". Pur criticando la componente di servizio dal vivo del titolo, Rock Paper Shotgun ha elogiato la grafica raffinata, "Tutto, dai colpi e gli schiocchi del menu, alla lucentezza dell'involucro di plastica di un personaggio, suggerisce un livello di cura di cui i danesi sarebbero entusiasti".
A Kotaku è piaciuto il modo in cui il gioco cambia automaticamente i veicoli al volo: "Invece, mentre corri, il gioco si scambia automaticamente tra la tua auto, la barca o il fuoristrada di tua scelta. Questo semplifica quella che avrebbe potuto essere una parte fastidiosa." di 2K Drive, e significa anche che puoi esplorare l'intero mondo di Bricklandia pieno di Lego come preferisci". Game Informer ha ritenuto che la scrittura fosse effettivamente una parodia di altri titoli di corse, affermando che "la costante raffica di dialoghi di Lego 2K Drive mi ha fatto ridere per tutto il tempo".